# Субдуральная гематома
Субдура́льная гемато́ма (СДГ), или субдура́льное кровоизлия́ние, — тип гематомы, обычно ассоциируемый с черепно-мозговой травмой. При СДГ кровь изливается между твёрдой и паутинной мозговыми оболочками, как правило, вследствие разрыва мостиковых вен, залегающих в субдуральном пространстве, что приводит к повышению внутричерепного давления с компрессией и возможным повреждением вещества головного мозга. Острые СДГ часто являются жизнеугрожающим состоянием. Хронические СДГ, при адекватной терапии, имеют лучший прогноз.

## Классификация
Субдуральные гематомы разделяют на острые, подострые и хронические, в зависимости от скорости их формирования. Острые СДГ травматического генеза представляют собой наиболее распространённую причину летальности от ЧМТ и имеют высокий уровень смертности в отсутствие своевременного лечения — хирургической декомпрессии.
Острые кровотечения часто обусловлены высокоскоростными травмами ускорения-замедления, тяжесть их коррелирует с размером гематомы. Наиболее тяжёлыми являются СДГ, сочетающиеся с ушибом мозга. Венозное кровоизлияние при острых СДГ развивается значительно быстрее по сравнению с хроническими, однако эпидуральные гематомы, обусловленные артериальным кровоизлиянием, обычно развиваются ещё быстрее. Несмотря на это, показатели смертности от острых СДГ превышают смертность от эпидуральных гематом и диффузных повреждений мозга, так как травма ускорения-торможения, достаточная по силе для развития СДГ, влечет за собой и другие тяжёлые повреждения. При тяжёлой черепно-мозговой травме у пациентов с повреждениями кортикальных вен или пиальной артерии уровень смертности при острых СДГ составляет 60 — 80 %.
Хроническая субдуральная гематома формируется на протяжении нескольких дней или недель в результате меньшей по силе травмы, при этом в 50 % случаев пациенты не могут указать на травму в анамнезе. Хроническая СДГ может оставаться нераспознанной в течение месяцев или даже лет после травмы, до наступления клинических проявлений. Кровотечение при хронических СДГ обычно медленное либо представлено несколькими эпизодами незначительных кровоподтёков, и обычно останавливается самопроизвольно. Небольшие хронические СДГ толщиной до 1 см имеют значительно лучший прогноз, чем острые СДГ; так, в одном из исследований указывалось, что лишь 22 % пациентов при таких хронических гематомах имели худший исход, чем «хорошее» или «полное восстановление». Хронические СДГ распространены в пожилом возрасте..

## Отличия от эпидуральных гематом
| Тип гематомы                        | Эпидуральная | Субдуральная                                        |
| ----------------------------------- | --- | --------------------------------------------------- |
| Локализация                         | Между костями черепа и твёрдой мозговой оболочкой | Между твёрдой и паутинной мозговыми оболочками      |
| Травмированный сосуд                | Височно-теменная область (наиболее вероятно) — средняя менингеальная артерия Лобная область — передняя решетчатая артерия Затылочная область — поперечный или сигмовидный синусы Область свода — верхний сагиттальный синус | Мостиковые вены                                     |
| Симптомы (в зависимости от тяжести) | Светлый промежуток, за которым следует утрата сознания | Постепенно нарастающая головная боль и беспокойство |
| КТ-проявления                       | Двояковыпуклая линза | Серповидная форма                                   |

## Клинические проявления
Клиническое манифестирование субдуральной гематомы имеет более медленное начало, чем при эпидуральной гематоме, в связи с меньшей скоростью венозного кровотечения по сравнению с артериальным. Классического для эпидуральной гематомы чётко ограниченного «светлого промежутка» может не наблюдаться, сроки манифестации симптомов крайне различаются — как непосредственно после травмы, в течение нескольких минут, так и отсроченно, через две недели. Помимо этого, в отличие от классического «светлого промежутка», изменение состояния сознания при СДГ чаще волнообразно и постепенно.
При объёме кровоизлияния, достаточном для компрессии мозга, появляются признаки внутричерепной гипертензии или очаговая неврологическая симптоматика, обусловленная повреждением мозгового вещества Клиническая картина СДГ крайне вариабельна. Помимо объёма гематомы, её локализации и др., имеет значение механизм травмы ускорения-торможения с противоударом, что нередко влечёт за собой двустороннее повреждение головного мозга.
Нарушение сознания при СДГ, в противоположность проявлениям эпидуральной гематомы, чаще развивается не по стволовому, а по кортикальному типу, и может иметь аментивные, онейроидные проявления, возможно развитие «лобной» симптоматики со снижением критики, нелепостью поведения и т. д.. Характерно психомоторное возбуждение, типична волнообразная головная боль с менингеальным оттенком или гипертензионного характера, усиление головной боли сопровождается рвотой. Встречаются эпилептические припадки, чаще генерализованные. В половине случаев наблюдается брадикардия. Отмечаются застойные явления на глазном дне, при хронической СДГ — с элементами атрофии соска зрительного нерва. Сочетание СДГ с тяжёлым ушибом мозга может сопровождаться такими стволовыми нарушениями, как расстройства дыхания и гемодинамики, диффузные изменений мышечного тонуса и рефлекторной сферы.

## Этиопатогенез
Субдуральные гематомы, обусловленные травмой, носят название «травматических». Субдуральные гематомы значительно чаще, чем эпидуральные, обусловлены импульсными, диффузными травмами ускорения-торможения в силу приложения различных по направленности ротационных или линейных сил, при этом встряска внутричерепных структур способствует растяжению и повреждению мелких мостиковых вен. Субдуральное кровоизлияние является классической находкой при синдроме детского сотрясения, для которого также характерно развитие интра- и преретинальных кровоизлияний, вызванных этим же механизмом воздействия. Помимо этого, субдуральные гематомы типичны у пожилых лиц и алкоголиков с признаками атрофии мозга. Атрофия мозга сопряжена с удлинением мостиковых вен, что повышает вероятность разрыва последних при импульсной травме. Также образованию субдуральной гематомы может способствовать снижение ликворного, и, соответственно, субарахноидального давления, что приводит к расхождению твёрдой и арахноидальной мозговых оболочек, натяжению и разрыву мостиковых вен. СДГ чаще наблюдается у пациентов, принимающих антикоагулянты и антиагреганты (варфарин, аспирин).

### Факторы риска
Детский и пожилой возраст повышают вероятность развития СДГ. По мере возрастного уменьшения объёма мозга, субдуральное пространство расширяется, мостиковые вены становятся более длинными и подвижными. Этот фактор, в совокупности с хрупкостью стенок сосудов у пожилых людей, делает их более подверженными СДГ . У маленьких детей субдуральное пространство также шире, чем у молодых взрослых, что повышает вероятность развития у них СДГ; этим обусловлено типичное формирование СДГ при синдроме детского сотрясения. У молодых лиц фактором риска СДГ является наличие арахноидальных кист.
В числе других факторов риска — приём антикоагулянтов, алкоголизм и деменция.

## Патофизиология

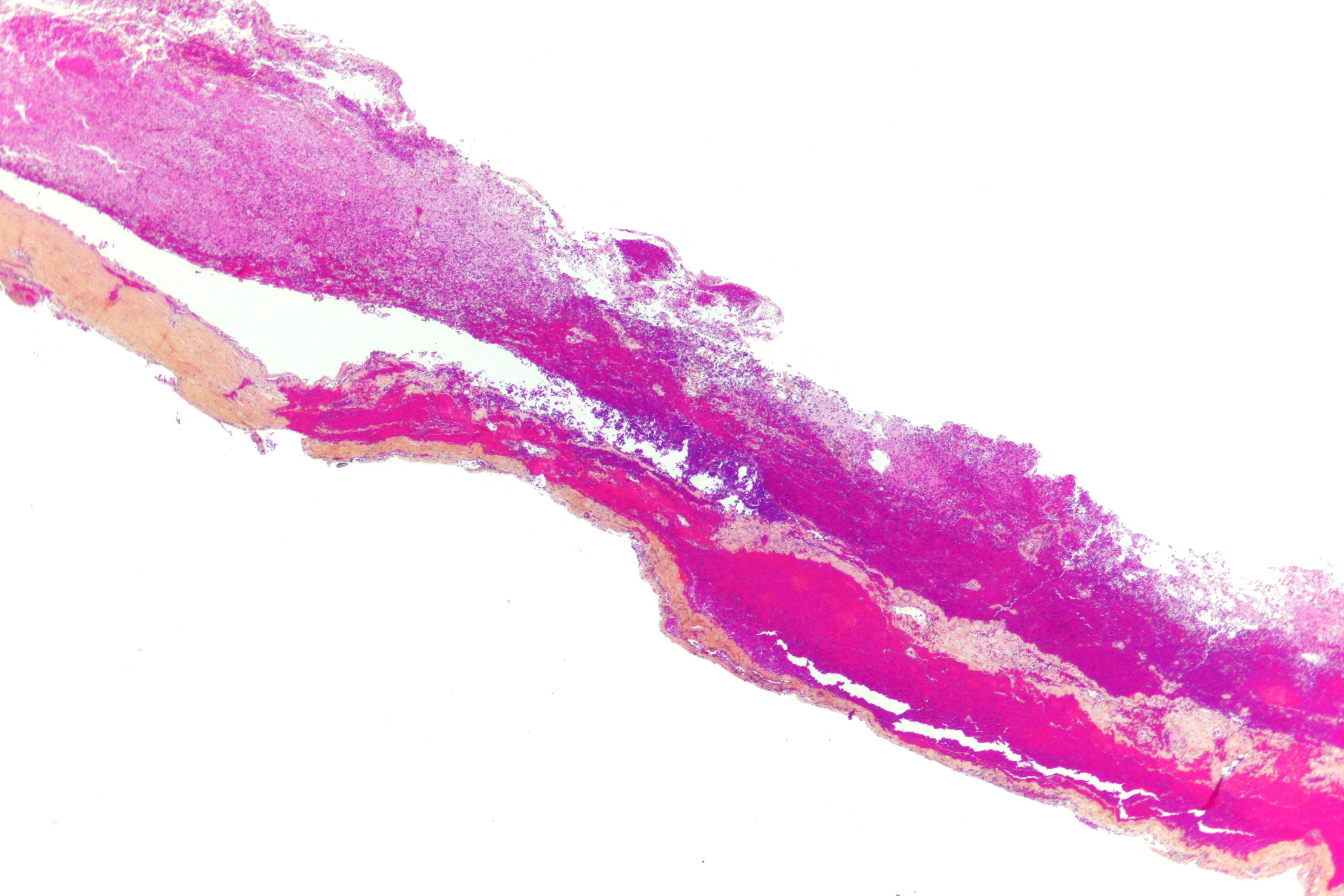
Микрофотография хронической субдуральной гематомы, визуализируются тонкие нити коллагена и неоваскуляризация. Окраска гематоксилином и эозином.

Скопление крови в субдуральной гематоме может осмотически притягивать дополнительную воду, что приводит к увеличению объёма гематомы, компрессии головного мозга и может провоцировать повторные кровоизлияния из-за разрыва новых кровеносных сосудов . Кровь в СДГ также может формировать собственную капсулу.
В некоторых случаях возможны разрывы паутинной оболочки, таким образом в расширении интракраниального пространства и повышении внутричерепного давления участвует не только кровь, но и ликвор.
Из СДГ могут высвобождаться вещества-вазоконстрикторы, снижающие кровоток, что обуславливает дальнейшую ишемию вещества мозга под субдуральной гематомой. При снижении мозговой перфузии, запускается ишемический биохимический каскад, приводящий к гибели клеток мозга.
Кровяной сгусток постепенно реабсорбируется и замещается грануляционной тканью.

## Диагностика

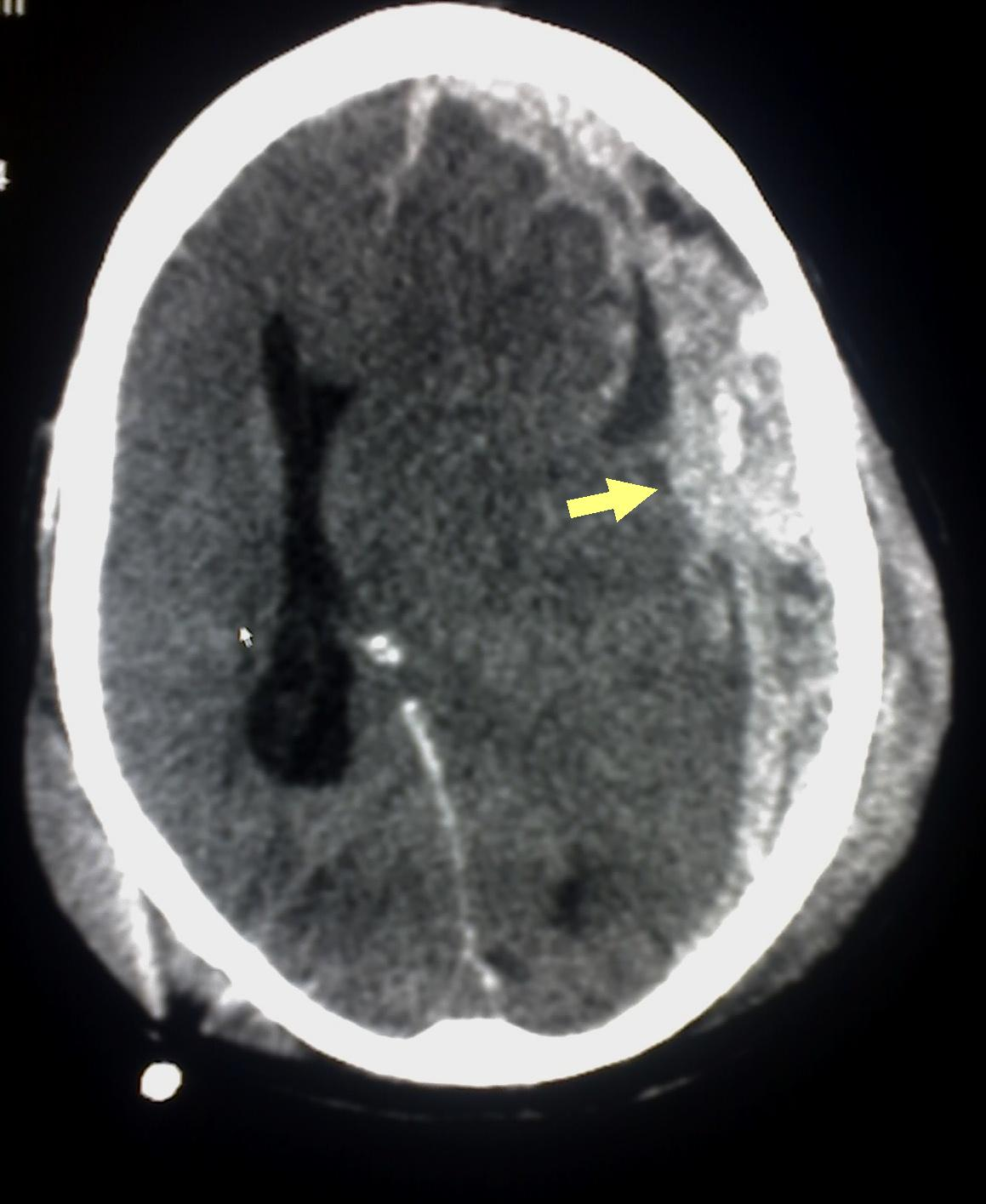
КТ-скан, демонстрирующий субдуральную гематому.

При любой травме головы необходимо получение медицинской помощи, включающей полное неврологическое обследование. В диагностике субдуральных гематом используются методы компьютерной и магнитно-резонансной томографии.
Наиболее часто субдуральные гематомы наблюдаются вокруг верхних и боковых поверхностей лобных и теменных долей головного мозга. Также СДГ могут встречаться в задней черепной ямке, по ходу серпа мозга и намёта мозжечка. В отличие от эпидуральных гематом, ограниченных швами черепа, субдуральные гематомы могут широко распространяться в полости черепа вдоль поверхности головного мозга, повторяя её форму и останавливаясь лишь в области отростков твёрдой мозговой оболочки.
При компьютерной томографии субдуральные гематомы имеют классическую серповидную форму, однако, могут выглядеть и линзовидно, особенно в начале кровотечения; это может вызвать затруднения в дифференциальной диагностике субдуральной и эпидуральной гематом. Более достоверным признаком субдуральной гематомы является её относительно большая распространённость по ходу полушария головного мозга с преодолением швов черепа, в отличие от эпидуральной гематомы. Субдуральная гематома также может выглядеть как «наслоение» повышенной плотности по ходу намёта мозжечка; такая гематома может быть хронической и стабильной, и косвенными минимальными признаками кровоизлияния могут служить сглаженность прилегающих борозд и медиальное смещение границы между серым и белым веществом.
Хронические гематомы при компьютерной томографии могут не дифференцироваться из-за своей изоденсивности мозговому веществу (иметь плотность вещества мозга), что затрудняет их выявление.

## Лечение
Лечение субдуральной гематомы зависит от её размера и степени увеличения в динамике, возраста пациента, анестезиологического риска. Некоторые небольшие субдуральные гематомы могут подвергаться самостоятельной резорбции под тщательным динамическим наблюдением. Другие небольшие СДГ подлежат дренированию через тонкий катетер, проведённый через трепанационное отверстие в кости черепа. При больших или манифестированных гематомах проводится краниотомия, вскрытие твердой мозговой оболочки, удаление кровяного сгустка, выявление и контроль за местами кровотечения. Послеоперационно возможно развитие внутричерепной гипертензии, отёка мозга, нового или повторного кровоизлияния, инфекционного процесса и судорожного синдрома. В редких случаях, при отсутствии шансов на восстановление или у пациентов старческого возраста, применяется паллиативная терапия.
При хронической субдуральной гематоме без судорожного синдрома в анамнезе, не существует однозначного мнения о целесообразности или вреде применения антиконвульсантов.